# Téli zsurló
A téli zsurló (Equisetum hyemale) a zsurlók (Equisetopsida) osztályának valódi zsurlók (Equisetales) rendjébe, ezen belül a zsurlófélék (Equisetaceae) családjába tartozó faj.

## Előfordulása
A téli zsurló előfordulási területe Európában, Izlandtól és Portugáliától a Kaukázusig terjed, a mérsékelt övi Ázsiában pedig, Törökországtól egészen Japánig lelhető fel. Észak-Amerikában is őshonos. Továbbá Mexikóban, Guatemalában és Salvadorban is vannak vad állományai. A Börzsönyben, valamint a Mátrában is megtalálható növényfaj.

## Változatai
- Equisetum hyemale var. affine (Engelm.) A.A. Eaton
- Equisetum hyemale var. elatum (Engelm.) C.V. Morton

## Megjelenése
A téli zsurló szára erőteljes, a 6 milliméter vastagságot és a 150 centiméter magasságot is eléri, de sohasem ágazik el.

## Életmódja
A téli zsurló ligeterdőkben képez állományokat.

## Hibridei
- Equisetum × ferrissii Clute = Equisetum hyemale L. × Equisetum laevigatum A.Braun
- Equisetum × trachydon A.Braun

## Képek

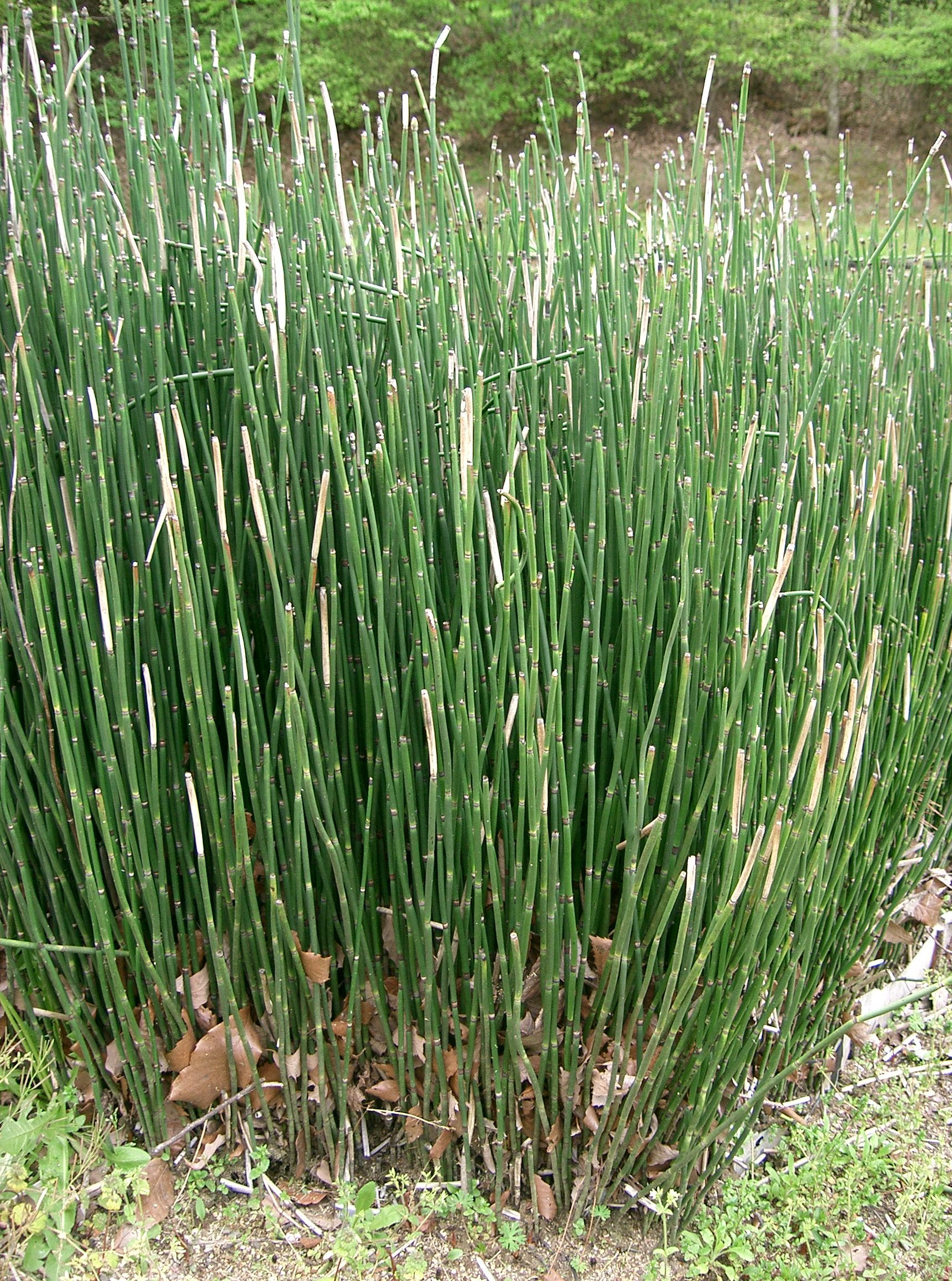
A növény
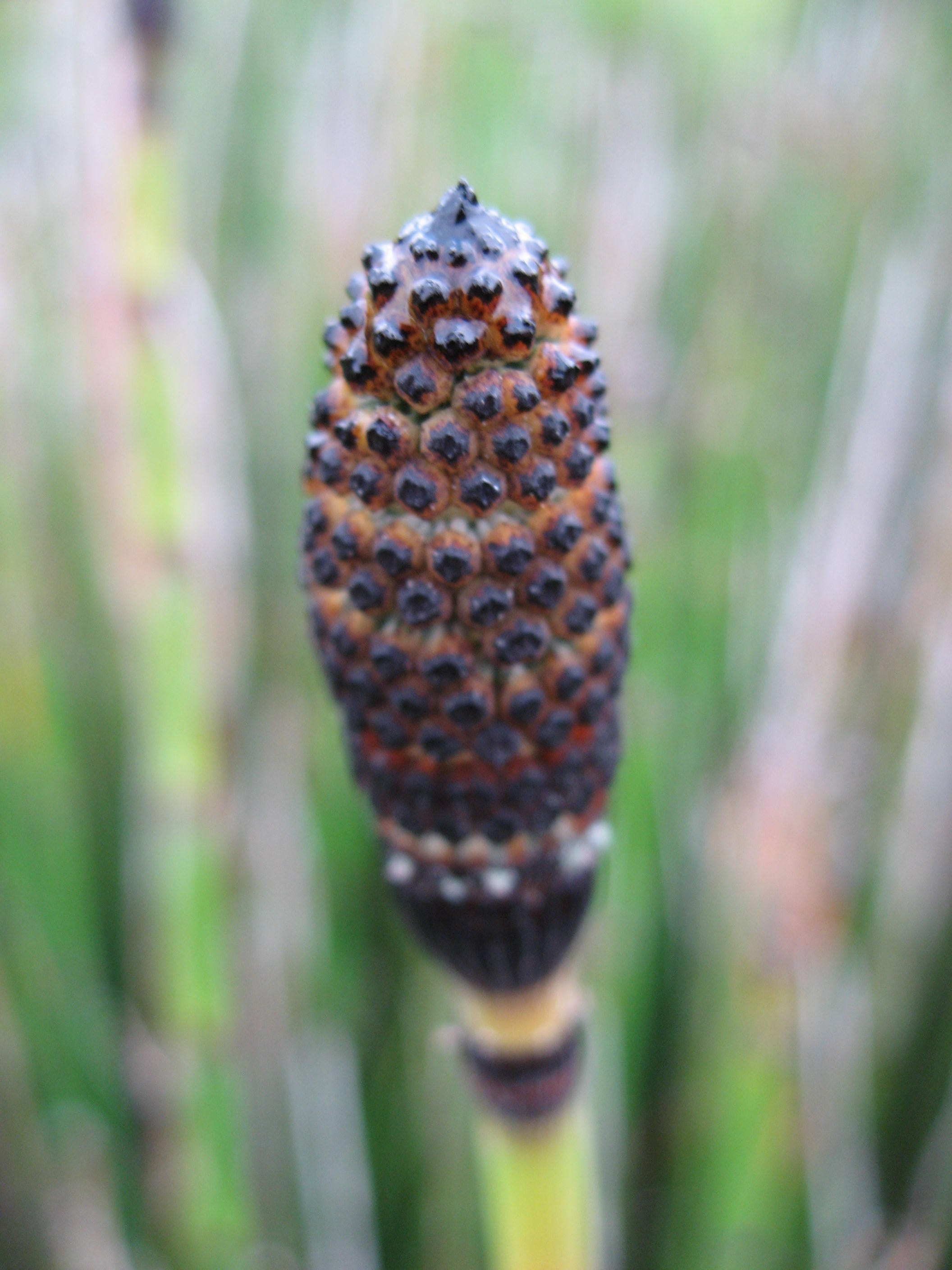
Spóratermő füzérei
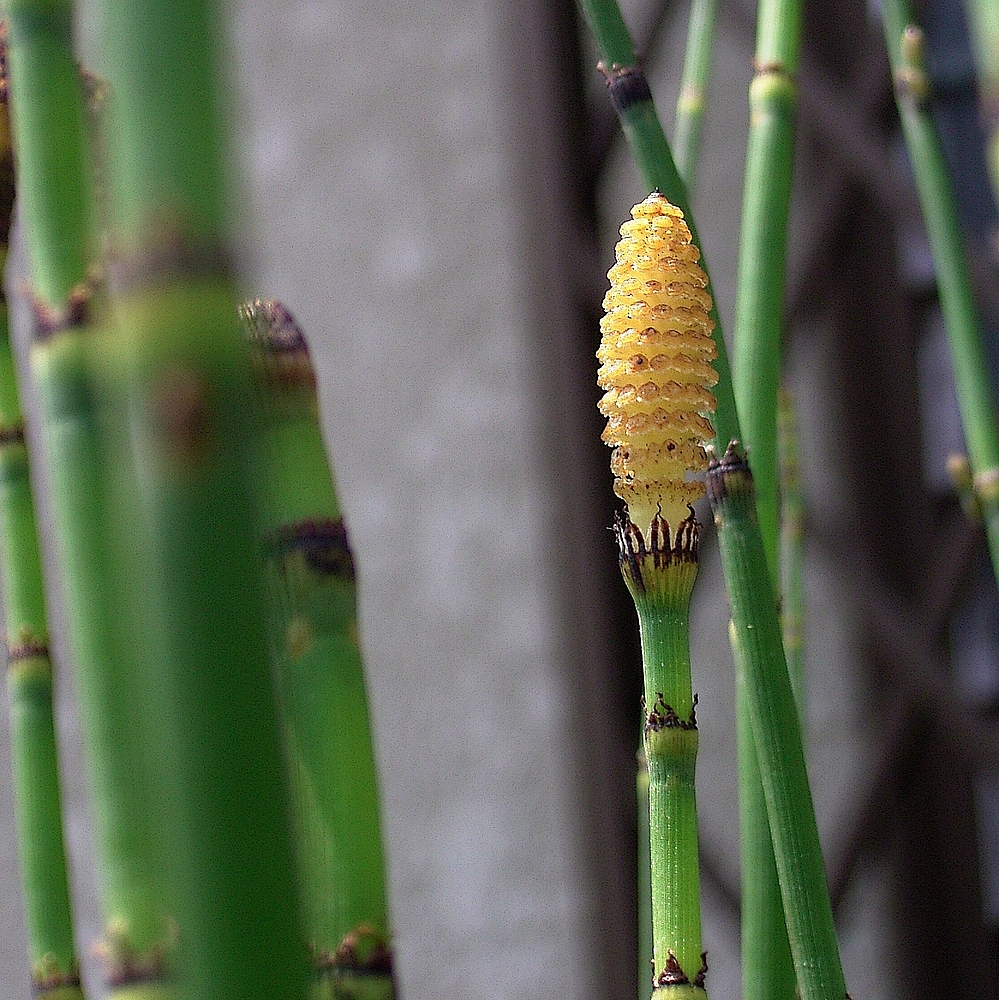
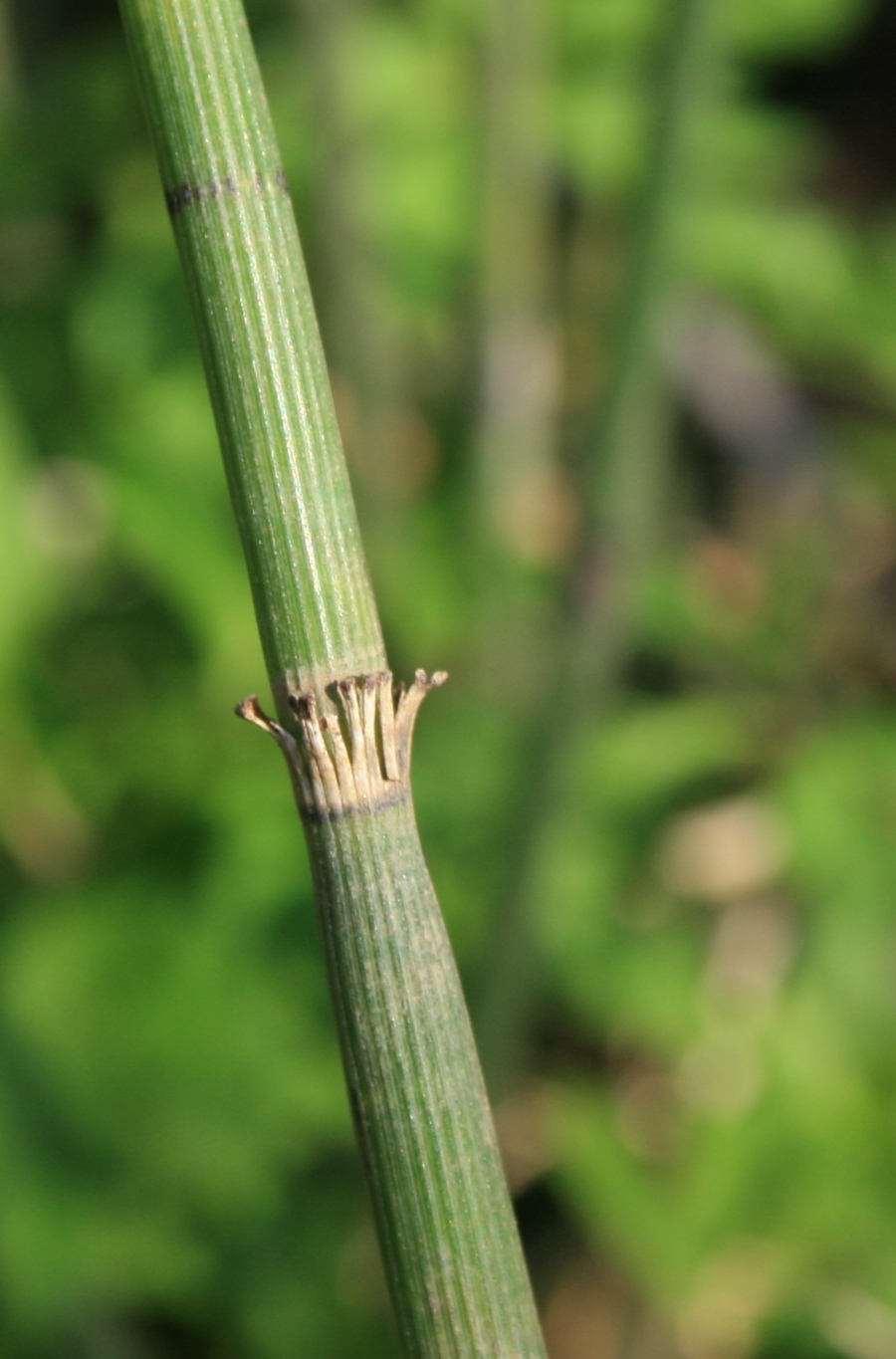
Szárai
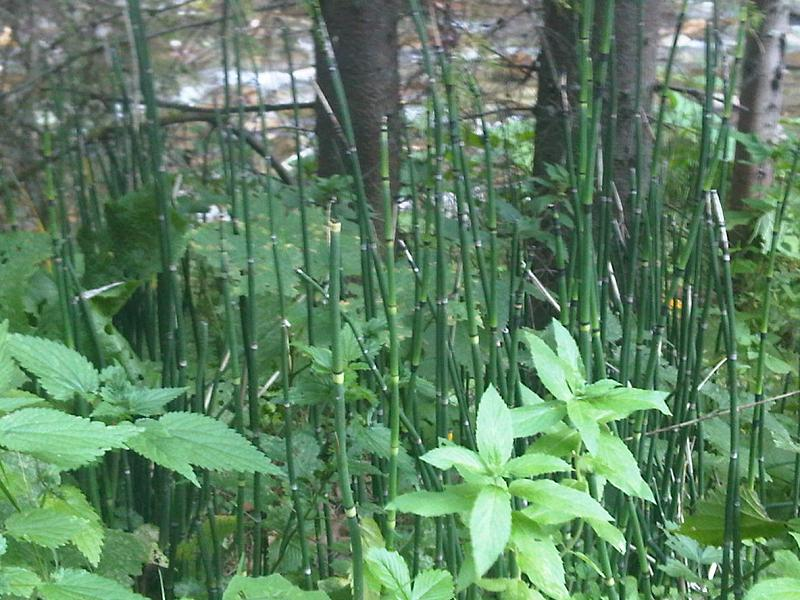
Téli zsurlók a Kudzsiri-havasokban
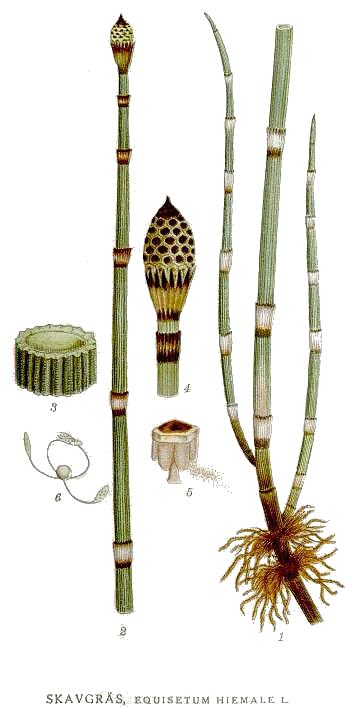
Rajz a növényről